# Ornella De Santis
Ornella De Santis (* 30. Oktober 1984 in Offenburg) ist eine italienisch-serbisch-deutsche Popsängerin. Sie wurde 2012 durch die Teilnahme an der Castingshow Unser Star für Baku bekannt.

## Werdegang
De Santis kam 1984 als Tochter eines Italieners und einer Serbin in Offenburg zur Welt. Sie wurde musikalisch von ihrem Vater beeinflusst, der regelmäßig Musik auf Veranstaltungen, Hochzeiten, Dinnershows sowie für das Radio macht. Im Alter von sechs Jahren begann sie zu singen und gewann mit zehn Jahren in ihrer Geburtsstadt einen Gesangswettbewerb. Danach nahm sie Klavier- und Tanzunterricht.
Nach Abschluss der Realschule in Offenburg studierte sie einige Semester Popmusikdesign an der Popakademie in Mannheim und begann anschließend, professionell als Sängerin zu arbeiten. Auf Einladung eines Produzenten ging sie 2009 nach Brasilien, wo sie unter dem Titel Ornella di Santis, Made in Brasil ihr Debütalbum mit Universal Brasil aufnahm.
Anfang 2012 nahm sie an der deutschen Vorentscheidung für den Eurovision Song Contest 2012 teil, in der sie das Finale erreichte. Dort unterlag sie am 16. Februar 2012 Roman Lob mit 49,3 Prozent beim Televoting. Ihr Finalsong Quietly debütierte in den Tagen nach der Entscheidung in den Top Ten der deutschen iTunes-Singlecharts.
Seit 2012 arbeitet sie im Europa-Park und singt dort in verschiedenen Shows. Außerdem ist sie für die weibliche Hauptrolle der Musicals Spook Me! (2014 bis 2017), Rulantica (2018 & 2019) und Spook Me!2 (seit 2024) besetzt, die im Teatro im italienischen Themenbereich aufgeführt werden. Sie ist als eine der Lead-Stimmen des im Mai 2020 erschienenen Songs Feel Free (produziert von Ruben Rodriguez und Thilo Zirr) zu hören. Unter dem Namen Europa United stehen die Künstler des Europa-Parks erstmals als Band und Dance-Formation gemeinsam vor der Kamera.

## Diskografie

### Studioalben
| Jahr | Titel          | Höchstplatzierung, Gesamtwochen, AuszeichnungChartplatzierungen (Jahr, Titel, Platzierungen, Wochen, Auszeichnungen, Anmerkungen) | Höchstplatzierung, Gesamtwochen, AuszeichnungChartplatzierungen (Jahr, Titel, Platzierungen, Wochen, Auszeichnungen, Anmerkungen) | Höchstplatzierung, Gesamtwochen, AuszeichnungChartplatzierungen (Jahr, Titel, Platzierungen, Wochen, Auszeichnungen, Anmerkungen) | Anmerkungen                                                |
| Jahr | Titel          | DE | AT | CH | Anmerkungen                                                |
| ---- | -------------- | --- | --- | --- | ---------------------------------------------------------- |
| 2009 | Made in Brasil | — | — | — | Erstveröffentlichung: 8. August 2009 als Ornella di Santis |

### Singles
| Jahr | Titel Album    | Höchstplatzierung, Gesamtwochen, AuszeichnungChartplatzierungen (Jahr, Titel, Album, Platzierungen, Wochen, Auszeichnungen, Anmerkungen) | Höchstplatzierung, Gesamtwochen, AuszeichnungChartplatzierungen (Jahr, Titel, Album, Platzierungen, Wochen, Auszeichnungen, Anmerkungen) | Höchstplatzierung, Gesamtwochen, AuszeichnungChartplatzierungen (Jahr, Titel, Album, Platzierungen, Wochen, Auszeichnungen, Anmerkungen) | Anmerkungen                                                        |
| Jahr | Titel Album    | DE | AT | CH | Anmerkungen                                                        |
| ---- | -------------- | --- | --- | --- | ------------------------------------------------------------------ |
| 2012 | Standing Still | DE77 (1 Wo.)DE | — | — | Erstveröffentlichung: 21. Februar 2012 16. Februar 2012 (Download) |
| 2012 | Quietly        | DE24 (1 Wo.)DE | — | — | Erstveröffentlichung: 2012                                         |
| 2012 | Alone          | DE69 (1 Wo.)DE | — | — | Erstveröffentlichung: 2012                                         |